# Cầu vượt AMATA
Cầu vượt nút giao Amata nằm trên Quốc lộ 1 thuộc về thành phố Biên Hòa Cầu có chiều dài 203,65 m gồm 8 nhịp quy mô 4 làn xe. Được khởi công giữa tháng 11 năm 2014. Khánh thành đưa vào sử dụng vào ngày 6 tháng 2 năm 2015. Giảm áp lực cho ngã tư Amata.